# Golf urbain
 (août 2013).
Si vous disposez d'ouvrages ou d'articles de référence ou si vous connaissez des sites web de qualité traitant du thème abordé ici, merci de compléter l'article en donnant les références utiles à sa vérifiabilité et en les liant à la section « Notes et références ».
 (février 2016).
Le golf urbain ou street golf (urban golf en anglais) désigne un jeu dérivé du golf où chaque joueur ou équipes frappe la balle vers le trou ou tout autre cible spécifié comme tel, en utilisant divers clubs. Le golf urbain est devenu très populaire à travers le monde entier, avec des formats de jeu différents. Son origine est ambiguë, mais il semble que ce jeu ait commencé à exister à Édimbourg en Écosse en 1741 grâce à un certain Duncan Thomas.

## Histoire
Les origines du golf urbain sont mystérieuses mais semble commencer à Édimbourg en Écosse en 1741 avec à un certain Duncan Thomas. On retrouve ses premières traces en Allemagne dans les années 1990. La discipline arrive en France au début des années 2000. Les premiers adeptes sont en majorité des golfeurs qui ne veulent plus faire de longs déplacements pour se rendre sur un green et ou payer des green-fees (sorte d'entrées) qui deviennent de plus en plus chères dans les golfs. Le collectif NORI 21, créé en 2003, a véritablement lancé cette pratique en France par le biais de sa plateforme web communautaire et en bénéficiant d'une couverture médiatique enjouée (TV, presse et radio). Depuis 2004 19mtrou.com a véritablement dynamisé[réf. nécessaire] cette discipline par ses nombreux événements et ses démarches pour démocratiser cette pratique par le biais d'une forte médiatisation de la discipline en France. Les Los Golfos sont également présent depuis le début des premières compétitions[réf. nécessaire] et ils s'imposent régulièrement aujourd'hui au côté du collectif 19mtrou.com.
Aujourd'hui, il existe un grand nombre d'organisations à travers le monde qui mettent apparemment en marche ce passe-temps. Le Golf Club de Shoreditch a formé le premier 18 trous avec un par 72 pour un tournoi à Londres en 2004, 2005 et 2006.[réf. nécessaire]
Lille et Urban Green a suivi en 2008. Vainqueurs du plus grand tournoi français en 2009, les Ch'tis comptent aujourd'hui[Quand ?] une vingtaine de membres actifs.
Le Street Golf a même fait l'objet en mai 2010 d'un reportage au JT de 20h sur TF1.
En 2011, sous l'impulsion du "19e Trou", les équipes françaises ont décidé de se structurer et de former un championnat de France : le Tour French City Pro Tour.

## Parcours de golf urbain
La différence fondamentale entre le golf urbain et son verdoyant frère concerne l'absence d'espace vert. Comme au golf, beaucoup de trous incluent des obstacles naturels qui appartiennent à l'environnement urbain et qui se distinguent des bunkers traditionnels.
Les parcours sont codifiés sous forme de Par comme pour le golf traditionnel. 
Les par sont 3, 4 ou 5.
En règle générale : Pour un par 3: la cible doit-être visible depuis le départ. Si ce n'est pas le cas, c'est un par 4. Si la cible est très éloignée, ou s'il y a une cible intermédiaire à toucher avant la cible finale, on parlera de par 5.
Les parcours de Street Golf se situent en zone urbaine, le sol sera constitué de divers matériaux : bitume, pavé, gravier, etc..., rendant très souvent la roule de la balle très aléatoire. 
Les cibles à atteindre peuvent être très diverses. Au golf traditionnel le but est de faire entrer la balle dans un trou en roulant sur un sol plus ou moins horizontal. En Street Golf, les cibles (et non trous) peuvent être placées au sol ou en hauteur. Il faut alors réussir à toucher la cible. 
Le mobilier urbain est souvent utilisé comme cible : poteau, panneau de signalisation, poubelle, plaque d'égout, bouche incendie...
Les parcours de Street golf sont à la fois évolutifs et éphémères. Un même spot pourra alors se jouer de multiples façons. 
Les villes représentent une infinité de parcours qui débutent potentiellement à la porte de chaque pratiquant. 
En règle générale, les parcours ou spots de Street Golf respectent certaines règles incontournables :
Ne rien casser, ne rien dégrader, que ce soit le mobilier urbain, les voitures,les espaces verts,  les passants.
Ne pas gêner : les passants, la circulation.
Pour cela, quelques règles de base sont à respecter : 
-Jouer uniquement avec des balles semi-rigides (almosten général) 
-Ne pas jouer quand il y a de la circulation ou des passants sur le parcours.
-Si une balle repose trop près d'une voiture ou d'une zone vitrée par exemple, la balle doit être suffisamment déplacée pour qu'elle puisse être jouée sans risque de dégradations.

## Le matériel, l'équipement et accessoires

### La balle
Les balles utilisées pour le Golf urbain varient selon l'organisation ou le contexte dans lequel elles sont utilisées. Cependant de vraies balles de golf sont utilisées dans des circonstances où les risques d'accidents sont minimes. Dans le cas contraire, d'autres types de balles sont utilisées, telles que les balles de tennis, les balles de squash, les balles flottantes et toute autre type de balles de type semi rigide adaptées ou customisées....
Le Shoreditch Golf Club produit et fabrique ses propres balles spécifiques pour ce jeu.
Les balles de la marque Almost Golf sont devenus les balles utilisées lors des rencontres de Street Golf. Ce sont des balles en mousse d'environ 15 gr (45 gr pour les balles traditionnelles) qui permettent de jouer en toute sécurité en zone urbaine. 
Bien que plus légères elles offrent un touché de balle se rapprochant des vraies balles de golf.
Ces balles sont aussi appelées balles 30 % car en termes de distance elles volent à 30 % de la distance d'un vrai balle sur un swing plein. Par exemple, pour une même frappe, une balle de golf volera à 100 mètres alors qu'une balle almost volera une trentaine de mètres.

## Les clubs
Des clubs de golf standards sont utilisés pour la pratique du Golf urbain. Il existe trois types de clubs différents : les bois, les fers et le putter qui sont utilisés à des degrès différents selon la taille du parcours urbain.
Le Street Golf se joue avec peu de clubs. En règle générale il faut s'équiper de fers 5,7 et 9, d'un wedge (pitch ou SW).
Le putter peut être parfois utilisé, par contre les bois n'ont pas de réelles utilités du fait que les balles de Street Golf soient décompressées.
Il peut être par contre utile de prendre un fer de gaucher pour les situations où la balle repose dans un emplacement impossible à jouer en droitier.

## Tournois
En 2013, le golf urbain prend un nouveau tournant dans son histoire, mais cette fois à l'échelle européenne. David Lardier (Paris Street Golf) et Sascha Bien (Crossgolf Aachen) créé Urban Golf Collective et décident de lancer un tournoi permettant aux équipes européennes de se réunir. Et c'est ainsi qu'est fondé en 2013, le premier tournoi international et européen de golf urbain, l'European Urban Golf Cup opposant la France à l'Allemagne, cette dernière sortant vainqueur de cette première édition s'étant déroulée à Paris . Aujourd'hui, le tournoi réunit une dizaine de pays chaque année.
En 2018, les duo franco-allemand lance la World Urban Golf Cup qui se déroulera à en Ile-de-France à Pantin. L'équipe de France de Street Golf est championne du monde.

## Golf urbains et médias
Depuis janvier 2016 un magazine consacré au offgolf (Street et Cross golf), golf et à l'univers artistique qui gravite autour a été lancé, 19NEWS - Offgolf Culture Magazine.
Le site http://www.streetgolf.fr permet de retrouver toutes les informations importantes concernant la pratique du Street golf en France.